# Nicolaas van Ieper

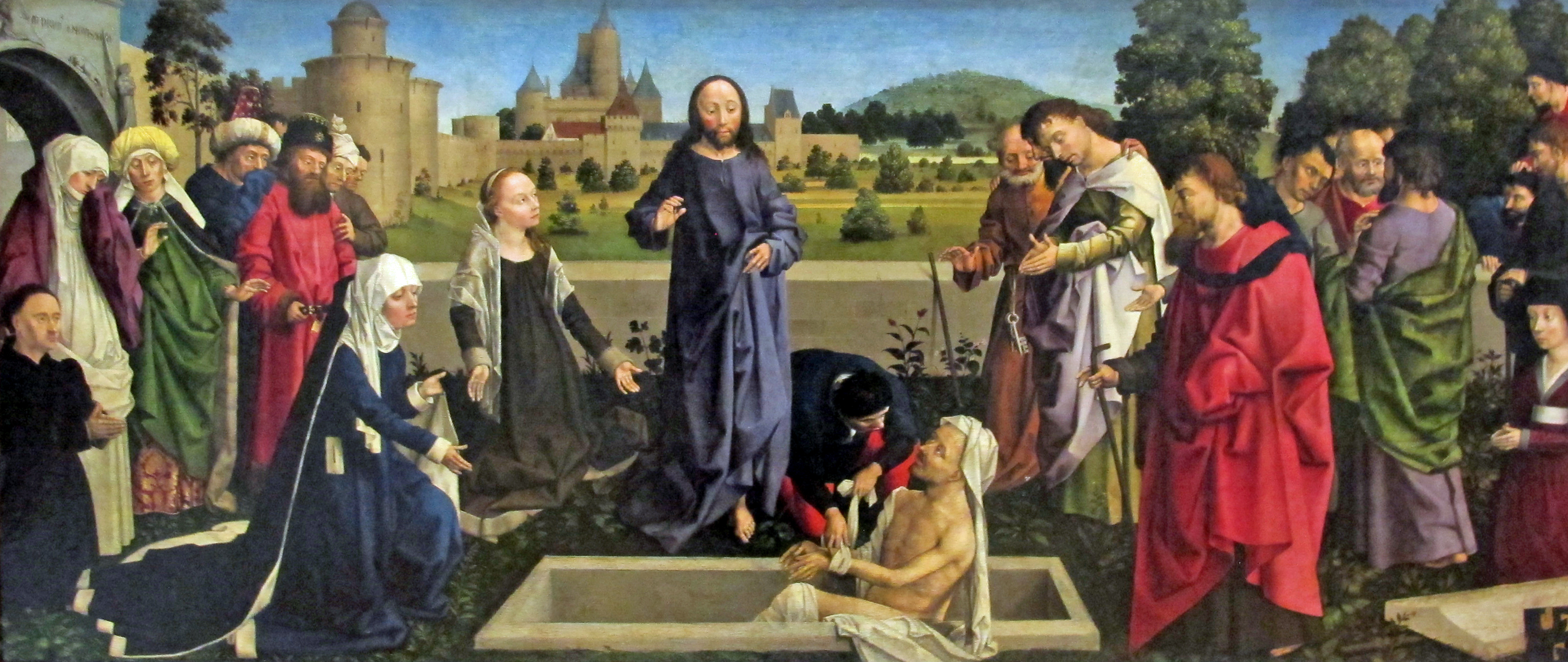
Opwekking van Lazarus, Louvre, Parijs

Nicolaas van Ieper of Nicolas d’Ypres, ook Colin d’Amiens genoemd was een schilder en boekverluchter afkomstig uit Amiens, die opgeleid werd in Vlaanderen en daarna werkzaam was in Parijs in de tweede helft van de 15e eeuw.

## Biografie
We kennen Nicolas d’Ypres als de zoon van André van Ieper uit een notarisakte van 6 oktober 1479 die het heeft over: “feu Andry d'Ypres, en son vivant hystorieur et enlumyneur, bourgeois de Paris, demourant en la rue Quiquenpoit” (wijlen André d’Ypres, die tijdens zijn leven miniaturist en verluchter was en in de Quiquenpoit straat woonde). Zijn weduwe Jeanne Philippe liet deze akte opstellen door twee notarissen bij de verkoop van eigendommen uit de nalatenschap. Ze werd daarin bijgestaan door haar zoon Nicolas d’Ypres “dit d’Amiens, aussi hystorieur et enlumyneur, bourgeois de Paris, filz dudit feu Andry d’Ypre” (afkomstig van Amiens, eveneens miniaturist en verluchter, burger van Parijs en zoon van wijlen Andry d’Ypre).
Nicolas kreeg zijn opleiding bij zijn vader in Amiens en vestigde zich na 1444 met zijn vader in Parijs. Hij wordt verschillende keren vermeld in de rekeningen van het hof en werkte zowel voor Karel VII als voor Lodewijk XI.

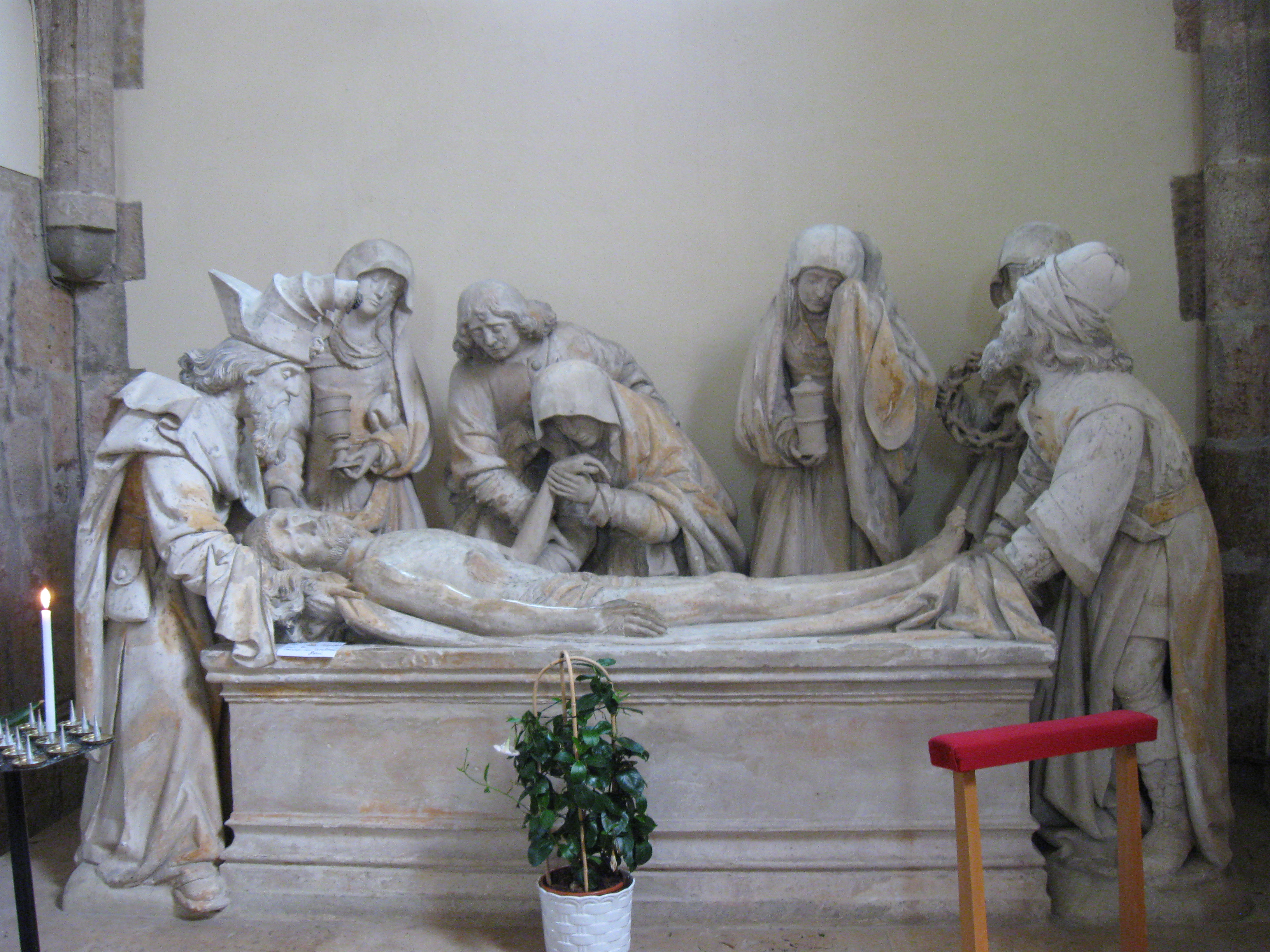
Graflegging van Christus, naar een patroon van Nicolas d’Amiens

We kennen met zekerheid een werk van deze meester via een overeenkomst teruggevonden in de documenten van een Parijse notaris, Pierre Pichon l’ainé, afgesloten op 28 maart tussen Adrien Wincart, beeldhouwer gevestigd in Parijs en de maître d’hôtel van admiraal Louis Malet van Graville, om voor deze laatste een grafmonument te maken dat de graflegging van Christus voorstelt volgens een ordonnantie en patroon gemaakt door meester Nicolas d’Amiens.
Nicolas werd door tijdgenoten zoals Jean Lemaire de Belges en Jean Pèlerin beschreven als een van de grote kunstenaars van zijn tijd.

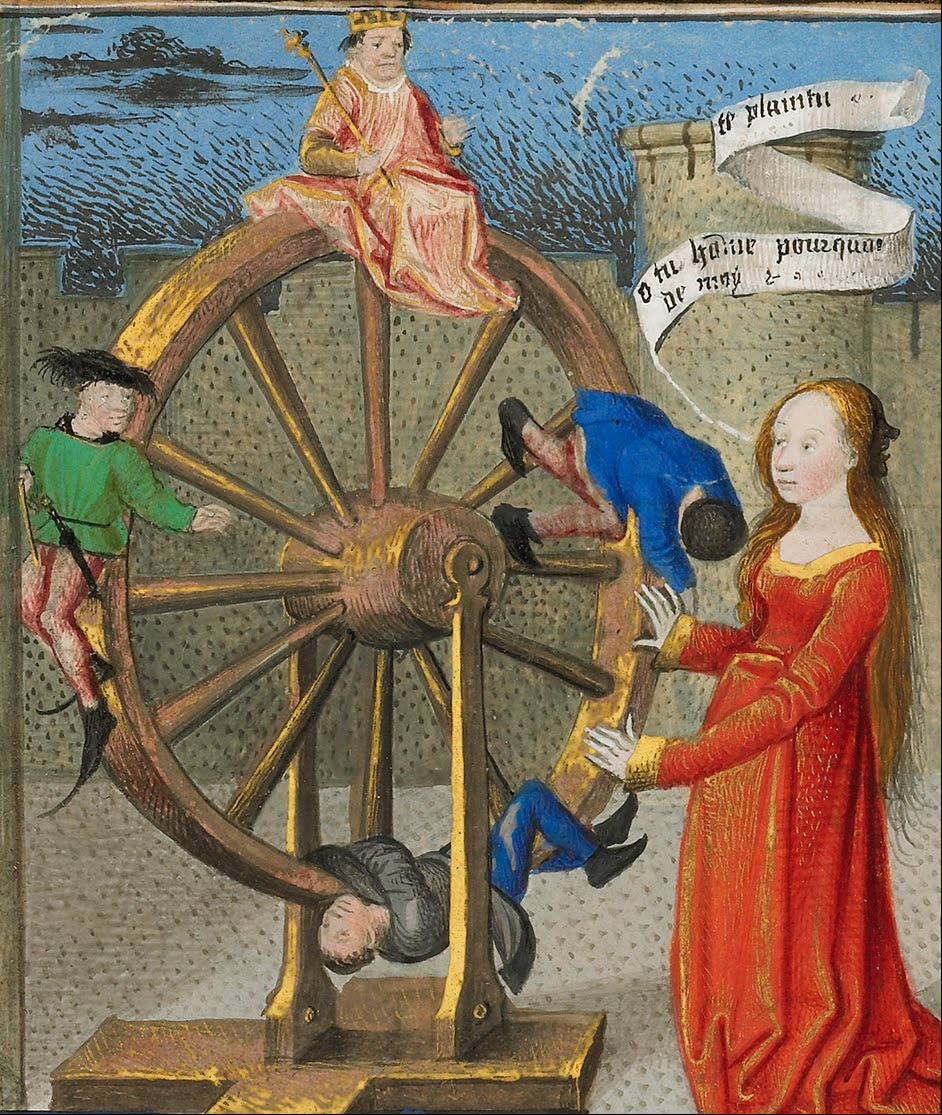
Rad van fortuin, J. Paul Getty Museum, Los Angeles

## Identificatie met de Meester van Coëtivy
In 1993 stelde Nicole Reynaud voor, deze Colin d’Amiens of Nicolas d’Ypre, te vereenzelvigen met de Meester van Coëtivy. Deze anonieme meester, boekverluchter en kunstschilder, werd door velen gezien als de derde beeldend kunstenaar van zijn tijd na Jean Fouquet en Barthélemy van Eyck. De Coëtivy Meester was een polyvalent artiest, miniaturist, paneelschilder en ontwerper van glasramen en wandtapijten. Daarnaast maakte hij ook ontwerpen voor edelsmeden. Ze baseerde zich voor deze toewijzing op de markante stijlgelijkenissen tussen het gedocumenteerde werk van Nicolaas van Ieper, de graflegging van Christus van Malesherbes en de aan de anonieme meester toegeschreven werken: de Opwekking van Lazarus uit het Louvre, de wandtapijten over de Trojaanse Oorlog en het glasraam met Christus tussen de Maagd en de evangelist Johannes van de Saint-Séverin in Parijs.
Stilistisch kan de Meester van Coëtivy perfect geplaatst worden in het atelier dat achtereenvolgens de Meester van Dreux Budé, de Meester van Coëtivy en de Meester van de Zeer kleine getijden van Anne van Bretagne aan het hoofd had, artiesten die nu vereenzelvigd worden met drie generaties van dezelfde familie: André d’Ypres, Colin d’Amiens en Jean d’Ypres.

## Werken

### Handschriften
In totaal worden een dertigtal handschriften aan deze meester toegeschreven waarbij onder meer:
- Coëtivy-getijdenboek, in opdracht van Olivier de Coëtivy en zijn echtgenote Marie de Valois, Österreichische Nationalbibliothek, Wenen, Cod.1929
- Losse miniatuur uit een Consolation de la philosophie van Boëthius, omstreeks 1460, J. Paul Getty Museum, Ms.42
- de Rivoire-getijdenboek, omstreeks 1465-1470, BnF, NAL.3114
- Consolation de la philosophie van Boëthius in een Franse vertaling van Jean de Meung, omstreeks 1465 in opdracht van Dreux Budé, BnF Fr.1098
- Twee miniaturen uit een Consolation de la philosophie, omstreeks 1460-1470, Wallace Collection, Londen
- Consolation de la philosophie, gemaakt voor de familie Bissari van Vicenza omstreeks 1465, Pierpont Morgan Library, New York[7]
- L'Estrif de Fortune et Vertu van Martin Le Franc, Musée Condé, Chantilly, ms. 296
- Getijden voor gebruik door de Orde van Sint-Jan, omstreeks 1460, BnF Lat.1400
- Histoire ancienne jusqu’à César et Faits des Romains en l'Histoire universelle van Paul Orosius, omstreeks 1460-1465, BnF, Fr.64
- De goddelijke komedie van Dante Alighieri voor Karel van Frankrijk, omstreeks 1460-1465, BnF Ital. 72
- Compendium Romanorum van Henri Romain, omstreeks 1465-1470, BnF, Fr.730
- Miroir historial, Vaticaanse Bibliotheek, Vat.Reg.Lat.767
- La Cité de Dieu, van Sint-Augustinus in het Frans vertaald door Raoul de Presles, omstreeks 1480, Mâcon, gemeentelijke bibliotheek, Ms.1
- Psalter, Walters Art Museum, Baltimore, W.297

### Schilderijen
- De opwekking van Lazarus, Louvre, Parijs[8]
- De kruisiging van het Parlement van Parijs, Louvre[9] misschien begonnen door André van Ieper en afgewerkt door Nicolas.

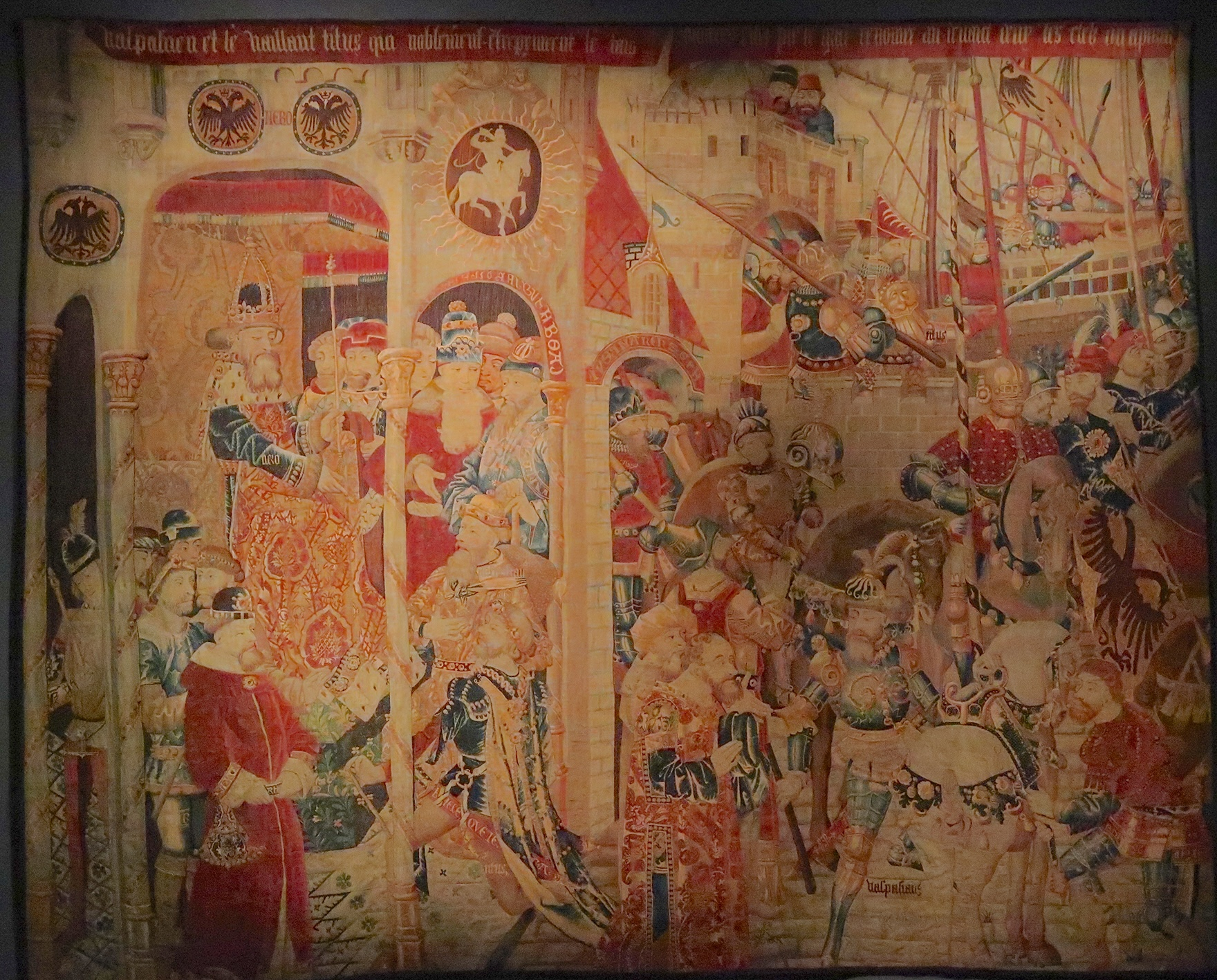
De vernietiging van Jeruzalem, wandtapijt geweven naar een karton van Nicolaas van Ieper

### Kartons en modellen
- Kartons voor de glasramen van de Saint-Séverin in Parijs, in samenwerking met André van Ieper zijn vader.[10]
- Kleine kartons[11] voor de wandtapijten over de Trojaanse Oorlog, waarvan er nog 8 bewaard worden in het Louvre[12] De kleine kartons waren ontwerpen op kleine schaal (30 x 58 cm) voor de wandtapijten door de stad Brugge en het Brugse Vrije als geschenk voor Karel de Stoute ter gelegenheid van zijn huwelijk met Margaretha van York in 1472. De tapijten zelf worden vandaag bewaard op drie plaatsen: acht stuks in de kathedraal van Zamora in Spanje, twee in het Metropolitan Museum of Art in New York en een in het Victoria and Albert Museum in Londen.
- Kartons voor de wandtapijten van de Vernietiging van Jeruzalem die nu bewaard worden in het kasteel van Saumur, het Musée des Tissus et des Arts décoratifs te Lyon en het Bargello in Florence
- Patroon voor het beeldhouwwerk van Adrien Wincart, De graflegging, nu in de Sint-Martinuskerk van Malesherbes (Loiret).

## Stijlkenmerken
Nicolaas van Ieper zet in grote lijnen de stijl van zijn vader voort. Ook zijn werk leunde sterk aan bij het werk van Robert Campin en van Rogier van der Weyden en bij de Vlaamse primitieven. Voor het glasraam van de Saint-Séverin in Parijs gebruikte de ontwerper Maria en Johannes de Evangelist zoals in de Braque-Triptiek van Rogier van der Weyden, terwijl in de iconografie van die tijd voor een deësis steeds Johannes de Doper werd gebruikt. De werken van vader en zoon waren zo vergelijkbaar dat kunsthistorici het werk van de zoon aan de vader hebben toegeschreven.